# 386 هـ
386 هـ هي سنة في التقويم الهجري امتدت مقابلةً في التقويم الميلادي بين سنتي 996 و997.

## أحداث
- خرج زيري بن عطية على المنصور بن أبي عامر ونادى بالبراءة منه.

## مواليد
- عبد العزيز الكتاني

## وفيات
- أبو طالب المكي
- إسماعيل بن حماد الجوهري
- ابن قولويه القمي
- طود بن قاسم بن أبي الفتح
- علي بن عمر الحربي
- ابن أبي زيد القيرواني
- العزيز بالله الفاطمي